# Murerhammer
Murerhammer eller murhammer er en hammer der anvendes til murerarbejde.
Den har et forholdsvist tyndt hoved hvor den ene ende har en lang bred pen der kan benyttes som mejsel til at afkorte mursten. En murer kan normalt flække en mursten i to halve mursten. Murere laver ofte et hak i skaftet på murerhammeren så de kan ridse et mærke i murstenen og hugge en petring, der er en kvart mursten. Man kan også flække mursten på langs, hvilket kaldes en "mesterpetring", da det ofte går galt.
Hammerhovedet er oftest af jern og hammerskaftet oftest af træ, som for eksempel ask.
Vægten ligger typisk på 550–700 gram.